# Мамаді Сангаре
Мамаді́ Сангаре́ (нар. 4 грудня 1982, Камсар, Гвінея) — український футболіст, гвінеєць за національністю. Грав на позиції захисника. Найбільш відомий виступами за ЦСКА (Київ), за яке провів майже сто матчів у першій лізі. Отримав українське громадянство 2005 року.
Всього за кар'єру в Україні провів 161 матч і забив 10 голів у Першій лізі та 3 матчі й 1 гол у Другій лізі. В УПЛ не виступав. Також грав у чемпіонатах Казахстану і Молдови.

## Кар'єра
Народився в місті Камсар, що розташоване на заході Гвінеї на узбережжі Атлантичного океану. Закінчив ліцей, потім переїхав до столиці Конакрі, де почав кар'єру в клубі АС «Калум Стар», провівши там півроку.
22 січня 2001 року разом з двома іншими гвінейськими футболістами прибув до України на оглядини на запрошення селекціонерів ЦСКА (Київ), але з них тільки Мамаду Сангаре зумів пристосуватися до нових кліматичних умов і залишився в команді.
У чемпіонаті України дебютував 9 квітня 2001 року за ЦСКА-2 (Київ) у виїзній грі Першої ліги проти «Миколаєва». Став другим гвінейським легіонером в історії чемпіонатів України після Алькалі Соума. Наприкінці 2001 року перша команда клубу була перетворена в «Арсенал», а місце дубля у Першій лізі зайняла основна команда. Сангаре Грав у ЦСКА в першій лізі до кінця 2005 року, потім виступав у колективі «Грань» (Бузова) в чемпіонаті України серед аматорів 2006 року.
Влітку 2006 року перейшов до молдовського «Ністру» (Атаки). У сезоні 2006/07 посів з командою 3-є місце в чемпіонаті Молдови, що дозволило наступного сезону виступати в Кубку УЄФА, де провів 2 гри. 2008 рік провів у команді Першої ліги «Десна» (Чернігів), за яку провів в чемпіонаті 31 гру.
У лютому 2009 року був на тренувальних зборах у Туреччині з ПФК «Олександрія», але в березні того ж року підписав контракт з казахським «Атирау».
Допоміг «Атирау» виграти перший в історії клубу Кубок Казахстану 2009 року, за підсумками сезону увійшов до символічної збірної чемпіонату Казахстану за версією газети «Sport&KS» на позиції «правий центральний захисник». Фахівці відзначали хорошу гру головою, чіпкість, надійність і добрий тактичний вишкіл центрального захисника.
На початку 2010 року підписав угоду з прем'єрліговою «Таврією» (Сімферополь) на 1 рік, але не зумів пробитися до основного складу, провівши 11 матчів у молодіжній першості. Незважваючи на це був у заявці на фінал Кубка України 2010 року, де його «Таврія» обіграла донецький «Металург», проте Мамаді на поле не вийшов.
Влітку 2010 року отримав статус вільного агента певний час був на перегляді у «Севастополі», першу половину сезону 2010/11 провів у першоліговому «Львові», але взимку через фінансові негаразди разом з низкою інших гравців покинув клуб.
У лютому 2011 був на оглядинах у «Кайсарі» з прем'єр-ліги Казахстану, але контракт підписав з іншим казахстанським клубом — «Окжетпесом» з Кокшетау.
На почату 2012 року підписав контракт з друголіговим хмельницьким «Динамо», в якому виступав до кінця сезону, після чого став виступати за казахстанський клуб «Астана-1964».
Влітку 2013 року на правах вільного агента підписав контракт з краматорським «Авангардом».

## Особисте життя
Познайомився з майбутньою дружиною на 6-ий день після приїзду до України — 28 січня 2001 року в київському кафе. Олена була воротарем гандбольного клубу «Нафкомакадемія» (Ірпінь), що тренувався на базі київського ЦСКА. У 2004 році в них народилася донька Ніколь-Міріам, а 2005 року пара одружилася. У День молоді 26 червня 2005 молодят особисто привітав президент України Віктор Ющенко. У серпні 2013 року одружився вдруге з гвінейкою. При цьому, за словами самого Мамаді, з Оленою офіційно вони не розлучилися.

## Цікаві факти
- Улюблений номер на полі — 44. Під цим номером він грав за «Десну», «Ністру», «Атирау», «Таврії» та «Авангарді»[15].
- Володіє французькою та російською мовами[16].

## Титули та досягнення
- Володар Кубка Казахстану: 2009